# Elecciones generales de Bolivia de 1985
Las elecciones generales bolivianas de 1985 se realizaron el domingo 14 de julio de 1985 para elegir al Presidente de la República y los senadores y diputados del Congreso Nacional. Como ningún candidato obtuvo más de la mitad de los votos, correspondió al Congreso Nacional elegir al presidente entre los candidatos más votados. Víctor Paz Estenssoro fue elegido presidente.

## Sistema electoral
Las elecciones se llevaron a cabo bajo la Ley Electoral de 1980. En el artículo 45 de esta ley se establecía quiénes eran los electores o podían votar: “Son ciudadanos los bolivianos hombres y mujeres mayores de veintiún años siendo solteros, o dieciocho siendo casados, cualquiera sea su instrucción, ocupación o renta”.

#### Forma de votación en 1985
Las listas estaban cerradas y bloqueadas. Además, al votar por el presidente y vicepresidente, se votaba, en el mismo sufragio, por diputados, senadores, alcalde y concejales municipales o munícipes. Las listas de candidatos a senadores y diputados estaban unidas estrictamente a la fórmula de presidente y vicepresidente.

#### Elección de presidente y vicepresidente y fórmula electoral en 1985
Tal como establecía la Constitución de 1967, la Ley Electoral de 1980 definió que el presidente y el vicepresidente debían elegirse por mayoría absoluta de los votos válidos. De no lograrse ese porcentaje, se aplicaría el artículo 90 de la Constitución, que decía que sería el Congreso quien eligiese al Presidente. En la asignación de diputaciones se utilizó el cociente simple o cifra repartidora.
Los partidos que lograron votos equivalentes a múltiplos del cociente o cifra repartidora se adjudicaron curules en esa proporción. No se presentó el caso de una división perfecta; quedaron diputaciones que se distribuyeron considerando igualmente los residuos de los partidos que habían superado la cifra repartidora y, por otro lado, los totales de votos de los partidos que no la habían alcanzado.

### Candidatos
En 1985 se presentaron dieciocho candidaturas (la mayor cantidad de todo el período democrático actual). Todavía no había claridad en las reglas —o, más bien, en el compromiso con las reglas como tales—. Así, Jaime Paz Zamora, que había sido vicepresidente en el período que concluía, se pudo habilitar como candidato a la presidencia.

## División electoral
Tal como en los años anteriores, se mantuvieron dos tipos de circunscripciones: por un lado, la nacional, que designaba al presidente y al vicepresidente; por el otro, las nueve circunscripciones departamentales, en las que se elegía a senadores y diputados. En esta elección también se elegía a autoridades y representantes en los gobiernos municipales (Alcaldes y Órganos Deliberantes); las circunscripciones municipales solamente servían para la elección municipal.
Para esta elección se mantuvo la regla presente desde las elecciones de 1979, en las que cada departamento elegiría tres senadores. Con respecto a la Cámara de Diputados, la distribución de escaños se mantuvo con respecto a las elecciones de 1980, quedando de la siguiente manera:
| Departamento | Senadores | Diputados |
| ------------ | --------- | --------- |
| Chuquisaca   | 3         | 13        |
| La Paz       | 3         | 28        |
| Cochabamba   | 3         | 18        |
| Oruro        | 3         | 10        |
| Potosí       | 3         | 19        |
| Tarija       | 3         | 9         |
| Santa Cruz   | 3         | 17        |
| Beni         | 3         | 9         |
| Pando        | 3         | 7         |
| Total        | 27        | 130       |

## Resultados[2]
Notablemente, la Acción Democrática Nacionalista (ADN) llegó a ser la primera fuerza a nivel nacional, pero no la primera fuerza parlamentaria debido a que ganó solamente en dos departamentos (La Paz y Cochabamba). El electorado paceño, que había dado en 1980 más de la mitad de los votos válidos a Hernán Siles de la UDP, dio en 1985 el primer lugar a ADN, con casi el doble de proporción de votos que el MNR, que quedó en segundo lugar. A pesar de haber obtenido el segundo lugar en las urnas, el Movimiento Nacionalista Revolucionario (MNR) llegó a ser la primera fuerza parlamentaria, con una mayoría absoluta de los senadores y con más diputados que ADN.
Los resultados connotaban que la población demandaba la conformación de un gobierno estable y con la firmeza y capacidad de solucionar los problemas que aparentemente la izquierda no fue capaz de hacer. La propaganda electoral de los partidos que resultaron en los primeros lugares hizo énfasis en la búsqueda de salidas a la situación y, por otro lado, en la experiencia de gobierno de los candidatos. Uno de los spots del MNR era: “De tu voto depende que esto sea una solución”; otro mostraba el mapa nacional separado como un rompecabezas, con los nueve departamentos alejados y desordenados; mientras que ADN hacía énfasis en: “Orden, Paz y Trabajo”.

El descontento con el manejo económico del gobierno de izquierda, el bloqueo parlamentario de los partidos de derecha y el acoso del sindicalismo (tradicionalmente de izquierda) produjeron un giro hacia la derecha en la votación, o un desplazamiento del centro político-electoral a la derecha, tal como se expresó en los resultados. Después de la votación y antes de la elección en el parlamento, los partidos de izquierda decidieron apoyar a Víctor Paz Estenssoro para impedir la llegada de Bánzer al poder. Ya en el gobierno, el MNR, tratando de evitar la experiencia del período anterior, buscó estabilizar las relaciones entre el Ejecutivo y el Legislativo a través del Pacto por la Democracia, que reunió a dos tercios de los miembros de la Cámara de Diputados y a casi toda la Cámara de Senadores. Con este pacto el sistema político alcanzó un orden que enfatizó de manera excluyente esta relación entre los poderes y pervivió por casi dos décadas.
|                         |                                                     |                                                       |           |        |           |           |
| Candidatos              | Candidatos                                          | Partido                                               | Votos     | %      | Diputados | Senadores |
|                         | Hugo Banzer Suárez Eudoro Galindo Anze              | Acción Democrática Nacionalista                       | 493 735   | 32,83  | 41        | 10        |
|                         | Víctor Paz Estenssoro Julio Garret Ayllón           | Movimiento Nacionalista Revolucionario                | 456 704   | 30,36  | 43        | 16        |
|                         | Jaime Paz Zamora Oscar Eid Franco                   | Movimiento de Izquierda Revolucionaria                | 153 143   | 10,18  | 15        | 1         |
|                         | Roberto Jordán Pando Marcelo Velarde Ortiz          | Movimiento Nacionalista Revolucionario de Izquierda   | 82 418    | 5,48   | 8         |           |
|                         | Carlos Serrate Reich Zenón Barrientos Mamani        | Movimiento Nacionalista Revolucionario Vanguardia     | 72 197    | 4,80   | 6         |           |
|                         | Ramiro Velasco Romero Wálter Vásquez Michel         | Partido Socialista-1                                  | 38 786    | 2,58   | 5         |           |
|                         | Antonio Araníbar Quiroga Óscar Salas Moya           | Frente del Pueblo Unido                               | 38 124    | 2,53   | 4         |           |
|                         | Genaro Flores Santos Filemón Escobar Escobar        | Movimiento Revolucionario Túpac Katari de Liberación  | 31 678    | 2,11   | 2         |           |
|                         | Luís Ossio Sanjinés Jaime Ponce García              | Partido Demócrata Cristiano                           | 24 079    | 1,60   | 3         |           |
|                         | David Añez Pedraza José Luis Gutiérrez Sardán       | Falange Socialista Boliviana                          | 19 985    | 1,33   | 3         |           |
|                         | Macabeo Chila Prieto Hermógenes Bazualdo García     | Movimiento Revolucionario Túpac Katari                | 16 269    | 1,08   |           |           |
|                         | Guillermo Lora Escobar Ascencio Cruz Cruz           | Partido Obrero Revolucionario                         | 13 712    | 0,91   |           |           |
|                         | Raúl Catacora Córdova Guido Capurata Mamani         | Acción Cívica Popular                                 | 12 918    | 0,86   |           |           |
|                         | Francisco Figueroa Marcos Chuquimia                 | Movimiento Nacionalista Revolucionario de Izquierda-1 | 11 696    | 0,78   |           |           |
|                         | Isaac Sandóval Rodríguez Luis Luján Ticona          | Izquierda Unida                                       | 10 892    | 0,72   |           |           |
|                         | Luís Fernando Mostajo Cavero Delfín Berdeja Taboada | Fuerza Nacional Progresista                           | 9635      | 0,64   |           |           |
|                         | Juan Santa Cruz Adolfo Murillo Blanco               | Acción Humanista Revolucionaria                       | 9420      | 0,63   |           |           |
|                         | Humberto Cayoja Riart Antonio Chiquíe Dippo         | Alianza Renovadora Nacional                           | 8665      | 0,58   |           |           |
| Votos válidos           | Votos válidos                                       | Votos válidos                                         | 1 504 056 | 71,33  |           |           |
| Votos en blanco         | Votos en blanco                                     | Votos en blanco                                       | 126 800   | 7,34   |           |           |
| Votos nulos             | Votos nulos                                         | Votos nulos                                           | 97 509    | 5,64   |           |           |
| Total de votos emitidos | Total de votos emitidos                             | Total de votos emitidos                               | 1 728 365 | 81,97  | 130       | 27        |
| Inscritos               | Inscritos                                           | Inscritos                                             | 2 108 458 | 100,00 |           |           |
| Abstención              | Abstención                                          | Abstención                                            | 308 093   | 18,03  |           |           |
| Fuente: Nohlen.         |                                                     |                                                       |           |        |           |           |

## Confirmación por el Congreso
El 4 de agosto de 1985 el Congreso Pleno se reunió para elegir al presidente de la República entre las 2 principales mayorías.
| Candidato presidencial | Candidato presidencial      | Partidos                          | Votos |
| ---------------------- | --------------------------- | --------------------------------- | ----- |
|                        | Víctor Paz Estenssoro (MNR) | MNR, MIR, MNRI, MNR-V, PDC, MRTKL | 94    |
|                        | Hugo Banzer (ADN)           | ADN                               | 51    |
| No votaron             | No votaron                  | PS-1, FSB, FPU                    | 12    |
| Total                  | Total                       | Total                             | 157   |
| Fuente: Morales.       |                             |                                   |       |

## Resultados por departamento
| Candidatos / Departamento    | Chuquisaca | Chuquisaca | La Paz  | La Paz | Cochabamba | Cochabamba | Santa Cruz | Santa Cruz | Potosí  | Potosí | Oruro   | Oruro | Tarija | Tarija | Beni   | Beni  | Pando | Pando |
| ---------------------------- | ---------- | ---------- | ------- | ------ | ---------- | ---------- | ---------- | ---------- | ------- | ------ | ------- | ----- | ------ | ------ | ------ | ----- | ----- | ----- |
| Jaime Paz Zamora             | 18.426     | 22,12      | 47.025  | 9,12   | 26.515     | 11,50      | 15.556     | 5,52       | 25.591  | 15,19  | 12.170  | 12,06 | 4.512  | 6,65   | 3.160  | 6,30  | 368   | 4,43  |
| Jenaro Flores Santos         | 1.103      | 1,33       | 20.087  | 3,90   | 2.518      | 1,10       | 1.080      | 0,38       | 3.929   | 2,34   | 2.052   | 2,04  | 792    | 1,17   | 115    | 0,21  | 32    | 0,20  |
| Raúl Catacora Córdova        | 905        | 1,09       | 5.484   | 1,07   | 2.987      | 1,30       | 596        | 0,22       | 1.978   | 1,18   | 690     | 0,69  | 199    | 0,30   | 71     | 0,15  | 8     | 0,10  |
| Macabeo Chila Prieto         | 1.449      | 1,74       | 6.153   | 1,20   | 3.360      | 1,44       | 866        | 0,31       | 2.854   | 1,70   | 1.167   | 1,16  | 311    | 0,46   | 96     | 0,20  | 13    | 0,16  |
| Juan Santa Cruz              | 808        | 0,97       | 3.999   | 0,71   | 1.728      | 0,75       | 469        | 0,17       | 1.650   | 0,98   | 503     | 0,50  | 200    | 0,30   | 60     | 0,12  | 3     | 0,04  |
| Carlos Serrate Reich         | 2.116      | 2,54       | 53.580  | 10,39  | 4.372      | 1,90       | 3.005      | 1,08       | 5.297   | 3,15   | 2.358   | 2,34  | 1.089  | 1,61   | 339    | 0,68  | 41    | 0,50  |
| Isaac Sandoval Rodríguez     | 661        | 0,80       | 4.933   | 0,96   | 1.323      | 0,58       | 1.598      | 0,58       | 1.382   | 0,82   | 519     | 0,52  | 286    | 0,43   | 171    | 0,35  | 19    | 0,23  |
| Roberto Jordán Pando         | 4.960      | 5,96       | 33.650  | 6,53   | 9.433      | 4,10       | 9.308      | 3,34       | 10.322  | 6,13   | 10.529  | 10,43 | 2.898  | 4,27   | 981    | 1,97  | 337   | 4,07  |
| Humberto Cayoja Riart        | 582        | 0,70       | 3.141   | 0,61   | 1.277      | 0,56       | 553        | 0,20       | 875     | 0,52   | 1.969   | 1,95  | 162    | 0,24   | 100    | 0,20  | 6     | 0,08  |
| David Añez Pedraza           | 915        | 1,10       | 3.677   | 0,72   | 1.966      | 0,86       | 6.526      | 2,34       | 1.658   | 0,99   | 791     | 0,79  | 500    | 0,74   | 3.448  | 6,92  | 504   | 6,08  |
| Víctor Paz Estenssoro        | 21.148     | 25,39      | 100.962 | 19,58  | 71.397     | 31,01      | 119.388    | 42,78      | 55.707  | 33,06  | 29.136  | 28,86 | 35.858 | 52,82  | 19.294 | 38,71 | 3.814 | 45,97 |
| Guillermo Lora               | 1.098      | 1,32       | 6.077   | 1,18   | 1.950      | 0,85       | 957        | 0,35       | 1.938   | 1,15   | 1.031   | 1,03  | 461    | 0,68   | 171    | 0,35  | 29    | 0,35  |
| Antonio Aranibar Quiroga     | 5.500      | 6,61       | 8.368   | 1,63   | 5.171      | 2,25       | 4.356      | 1,56       | 8.333   | 4,95   | 2.152   | 2,14  | 2.222  | 3,28   | 1.855  | 3,73  | 167   | 2,02  |
| Luís Ossio Sanjines          | 1.605      | 1,93       | 6.963   | 1,35   | 6.229      | 2,71       | 1.726      | 0,62       | 4.478   | 2,66   | 1.899   | 1,88  | 540    | 0,80   | 532    | 1,07  | 107   | 1,29  |
| Luís Fernando Mostajo Cavero | 750        | 0,90       | 4.000   | 0,78   | 1.746      | 0,76       | 653        | 0,24       | 1.546   | 0,92   | 450     | 0,45  | 260    | 0,32   | 203    | 0,41  | 27    | 0,33  |
| Hugo Banzer Suárez           | 17.803     | 21,37      | 187.718 | 36,39  | 78.890     | 34,26      | 107.729    | 38,60      | 35.186  | 20,89  | 28.800  | 28,33 | 16.383 | 24,13  | 18.663 | 37,45 | 2.763 | 33,30 |
| Ramiro Velasco Romero        | 2.704      | 3,25       | 14.503  | 2,82   | 8.038      | 3,49       | 3.656      | 1,31       | 4.279   | 2,54   | 4.269   | 4,23  | 880    | 1,30   | 406    | 0,82  | 51    | 0,62  |
| Francisco Figueroa           | 953        | 1,15       | 5.529   | 1,08   | 1.378      | 0,60       | 1.118      | 0,40       | 1.501   | 0,83   | 678     | 0,60  | 341    | 0,50   | 179    | 0,36  | 19    | 0,23  |
| Votos válidos                | 83.306     |            | 515.849 |        | 230.278    |            | 279.120    |            | 168.504 |        | 100.963 |       | 67.894 |        | 49.844 |       | 8.298 |       |
| Votos inválidos              | 16.063     |            | 90.358  |        | 37.377     |            | 20.422     |            | 25.721  |        | 16.754  |       | 6.962  |        | 3.562  |       | 469   |       |
| Votos emitidos               | 99.369     |            | 606.207 |        | 267.655    |            | 299.542    |            | 200.846 |        | 117.717 |       | 74.856 |        | 53.406 |       | 8.767 |       |
| Fuente: Tribunal Electoral.  |            |            |         |        |            |            |            |            |         |        |         |       |        |        |        |       |       |       |